# Villa Engkvist

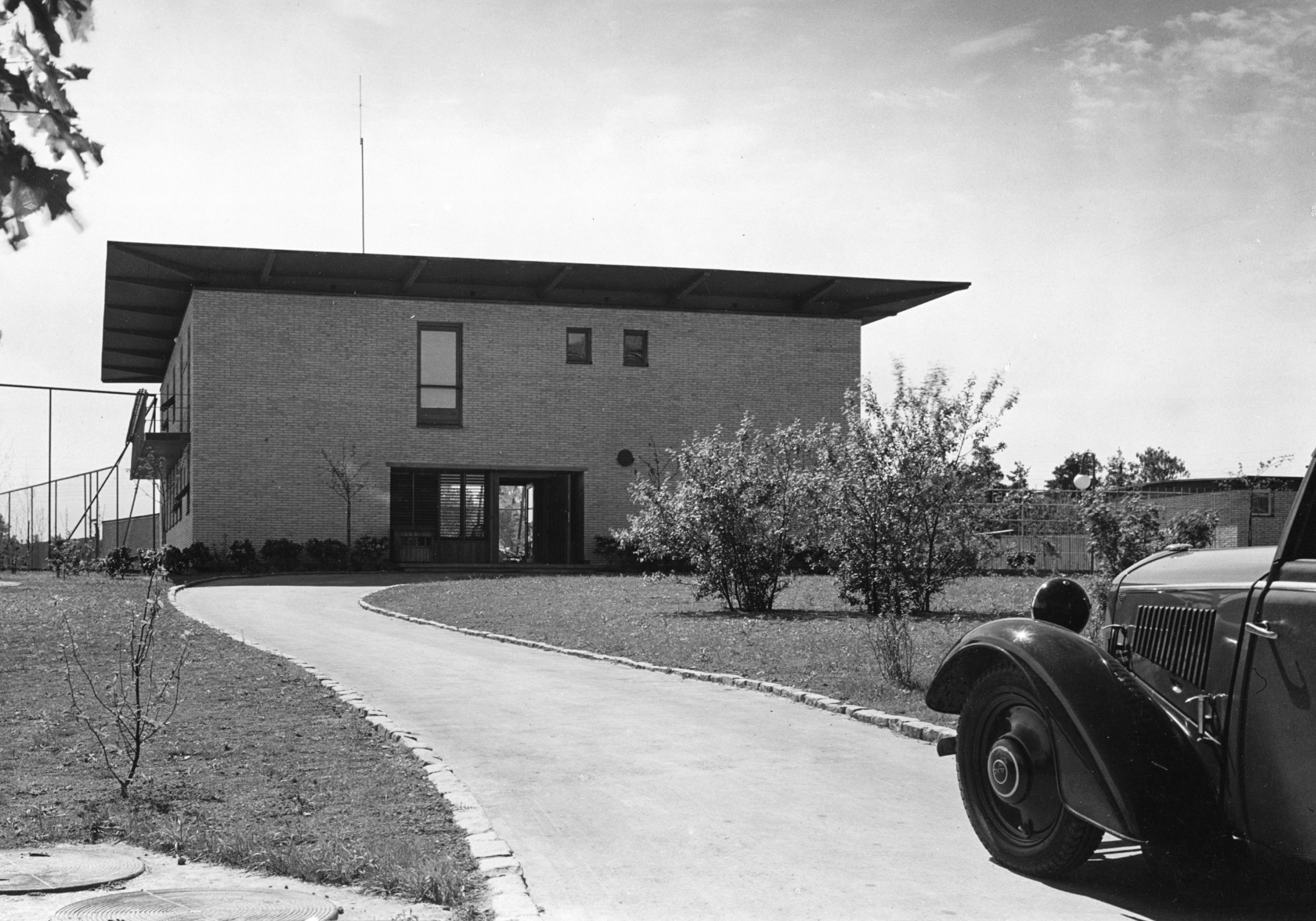
Villa Engkvist, fasad mot norr, foto Andreas Feininger 1939.

Villa Engkvist var en exklusiv privatvilla vid nuvarande Västberga allé 36 i stadsdelen Västberga, södra Stockholm. Beställare var storbyggmästaren Olle Engkvist som uppförde ett mycket påkostat hus till sig och sin hustru Signhild efter ritningar av arkitekterna Backström & Reinius. Huset stod färdigt 1939 och revs 1967-68 i samband med att nuvarande industribyggnad kom till.

## Tomt
Arkitektkontoret Backström & Reinius anlitades ofta av byggmästaren Olle Engkvist och redan 1938 fick de uppdraget att rita byggmästarens privata villa. Tomten för nybygget var dåvarande ”Stadsägan 5499” (nuvarande fastighet Elektra 12) strax söder om gamla byggnaden för Elektraverkens fabrik ritad av Ivar Tengbom 1917.  Hit förlade Olle Engkvist sitt kontor, materialgård, verkstäder och maskinpark och här hade han för avsikt att bygga sin vinterbostad. 
Mot syd begränsades tomten av ett numera rivet industri-stickspår och söder därom låg Västberga gård och öppna landskap. Den drygt 40 000 kvadratmeter stora tomten sträckte sig mellan dagens Västberga allé i öster och Västbergavägen i väster. Fastigheten ägdes av Olle Engkvist och betecknades på en situationsplan från 1938 som ”f.d. Instrumentfabrikens fastighet å Västberga industriområde nr 1”.

## Villan

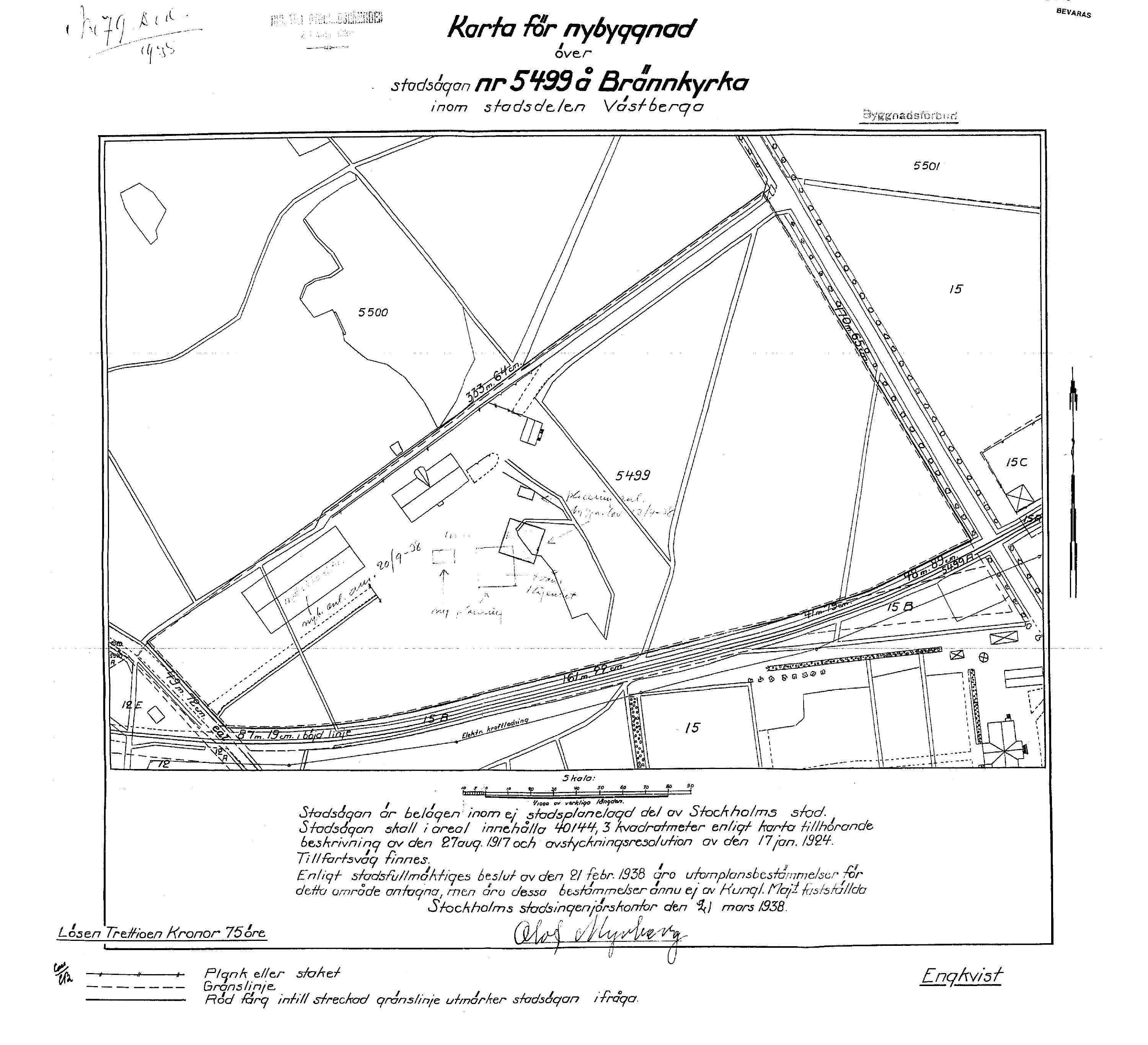
Nybyggnadskartan från 1938.

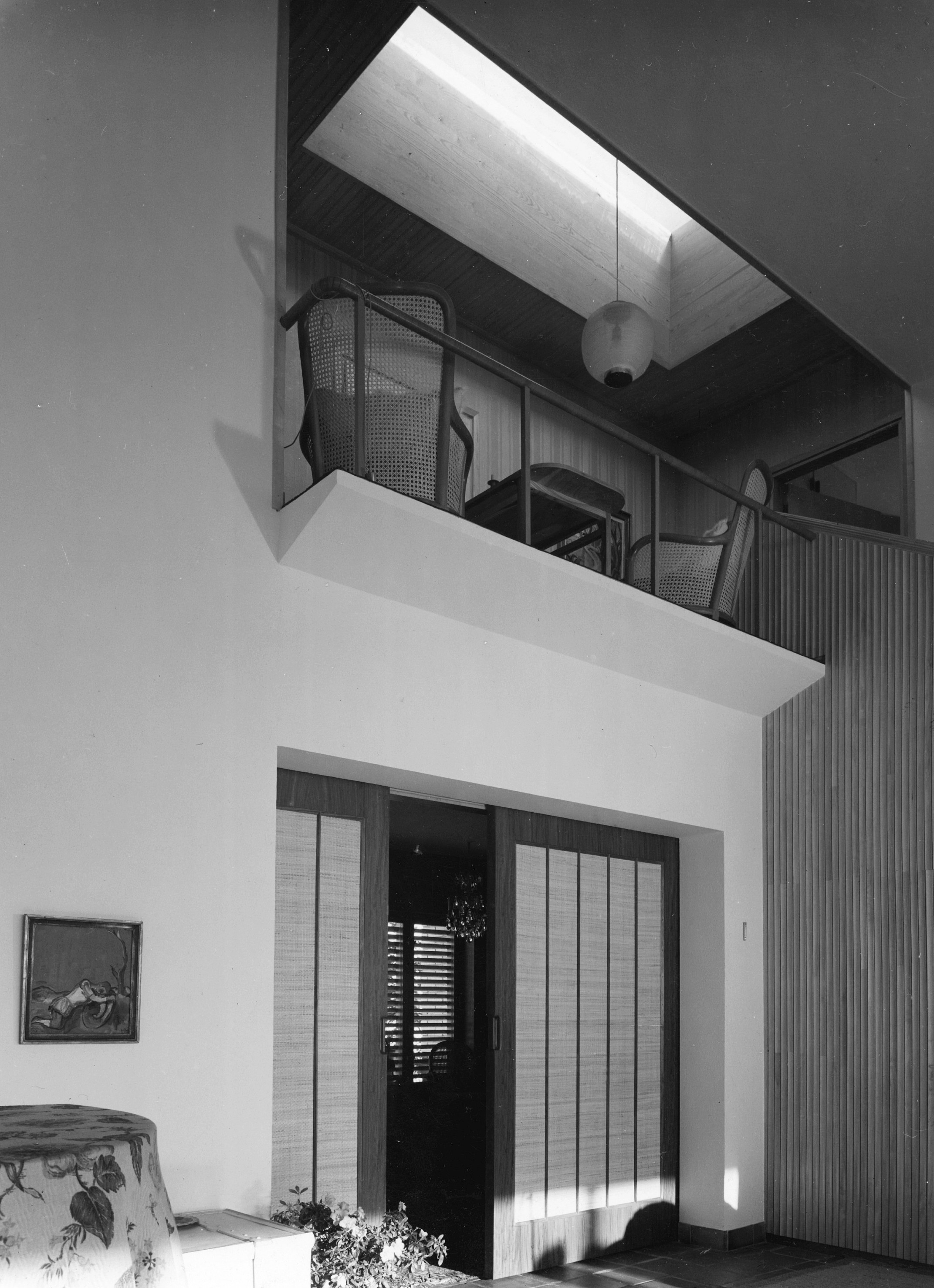
Centralrummets vägg not norr, balkong med överljus.

Arkitekterna Sven Backström och Leif Reinius ritade tillsammans med medarbetaren Curt Strehlenert en villa med enkla, kubiska former i två våningar och med ett flackt, långt utkragande tak. Byggherren önskade ett stort centralrum ”med möjlighet till yppig grönska”. Centralrummet eller vardagsrummet fick en takhöjd på 4,5 meter och ett planmått på 11x11 meter. Rummet orienterades mot syd och sträckte sig över båda våningar medan kök, matsal, badrum, arbetsrum och flera sovrum anordnades på två plan mot norr och öster. Matsal och vardagsrummet var avskiljbara genom en skjutdörr. 
Mot syd dominerade ett stort, lutande fönsterparti som sträckte sig likt ett växthus från golv till tak och upptog hela vardagsrummets bredd. Innanför fanns en 3,5 meter bred vinterträdgård med vattenbassäng och exotiska plantor och utanför fortsatte en anlagd trädgård som var gestaltad av trädgårdsarkitekten Sven Hermelin. På väggen mittemot fönsterpartiet ledde en trappa upp till en balkong med överljus.
Fasaderna uppfördes av gult fasadtegel från Mälardalens tegelbruk. Yttertaket täcktes med kopparplåt och hade invändiga avlopp. Fönstren var öppningsbara i horisontalled (”fönstren äro perspektivfönster”) och specialtillverkades av mahogny. Golven i entré och vardagsrum belades med 25x25 centimeter stora, röda tegelplattor. På kök- och badrumsgolv fanns tile-tex-plattor (en typ av marmorerade golvplattor) och i övriga rum lades parkett. Uppvärmningen skedde dels genom golvvärme dels med hjälp av varmvattenradiatorer samt genom förvärmd friskluft. 
I ett litet separat hus på två rum och kokvrå samt badrum ordnades ”tjänarbostad” för två personer, även det ritat av Backström & Reinius. I anslutning mot sydväst byggde Engkvist även ett stort virkesförråd. Villa Engkvist presenterades av Backström & Reinius utförligt i facktidskriften Byggmästaren nr 27, 1939. För fotografierna stod ingen mindre än en amerikanska fotografen Andreas Feininger, som bodde i Stockholm mellan 1933 och 1939.

## Bilder
Andreas Feiningers arkitekturfotografier för tidskriften Byggmästaren nr 27, 1939.

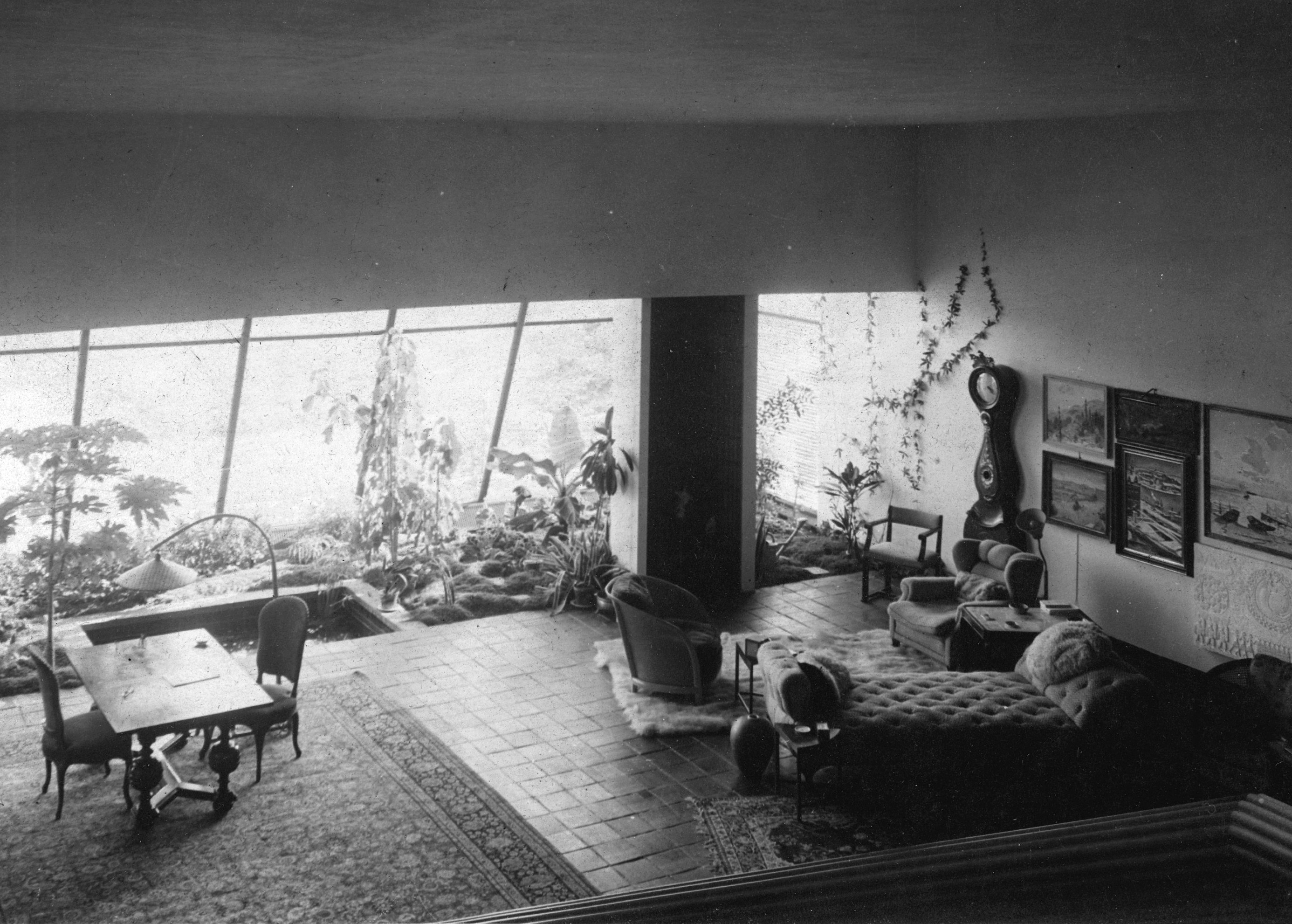
Centralrummet med vinterträdgården
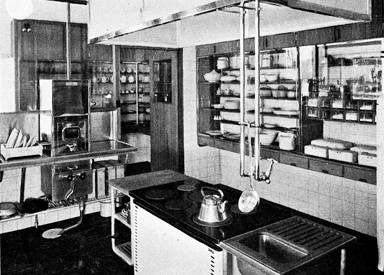
Köket
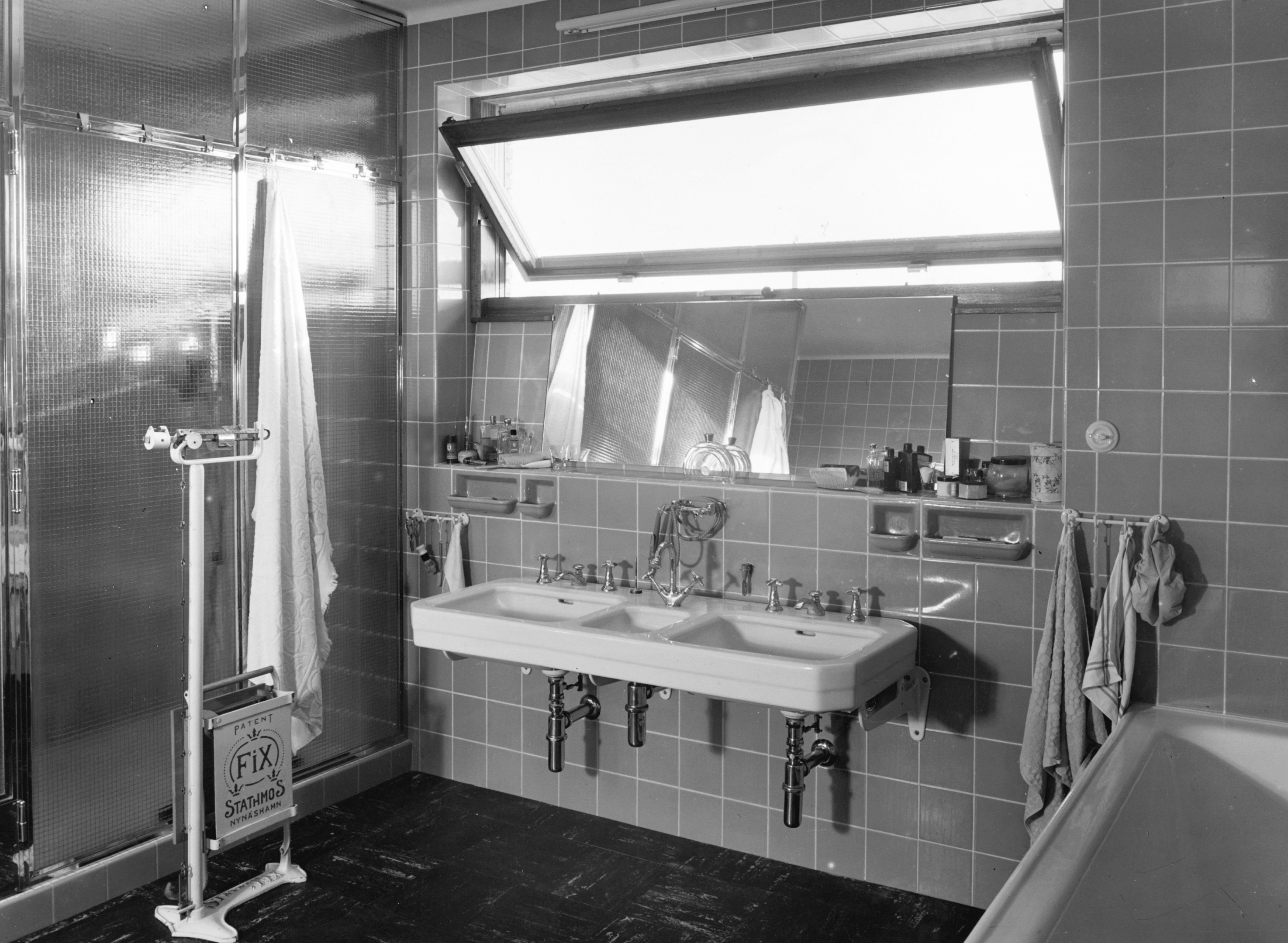
Badrummet
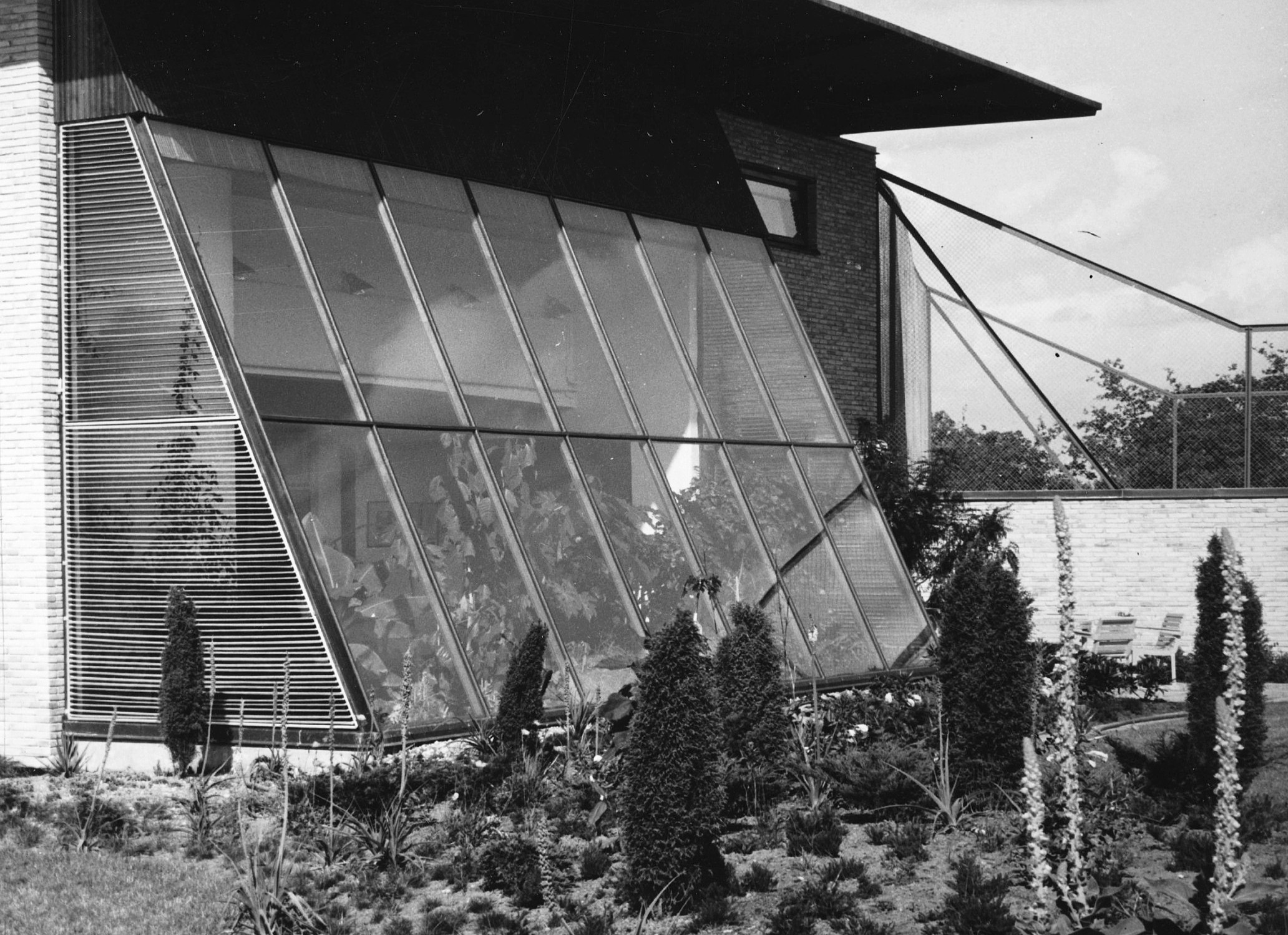
Fönsterfront mot syd

## Byggnadens vidare öden

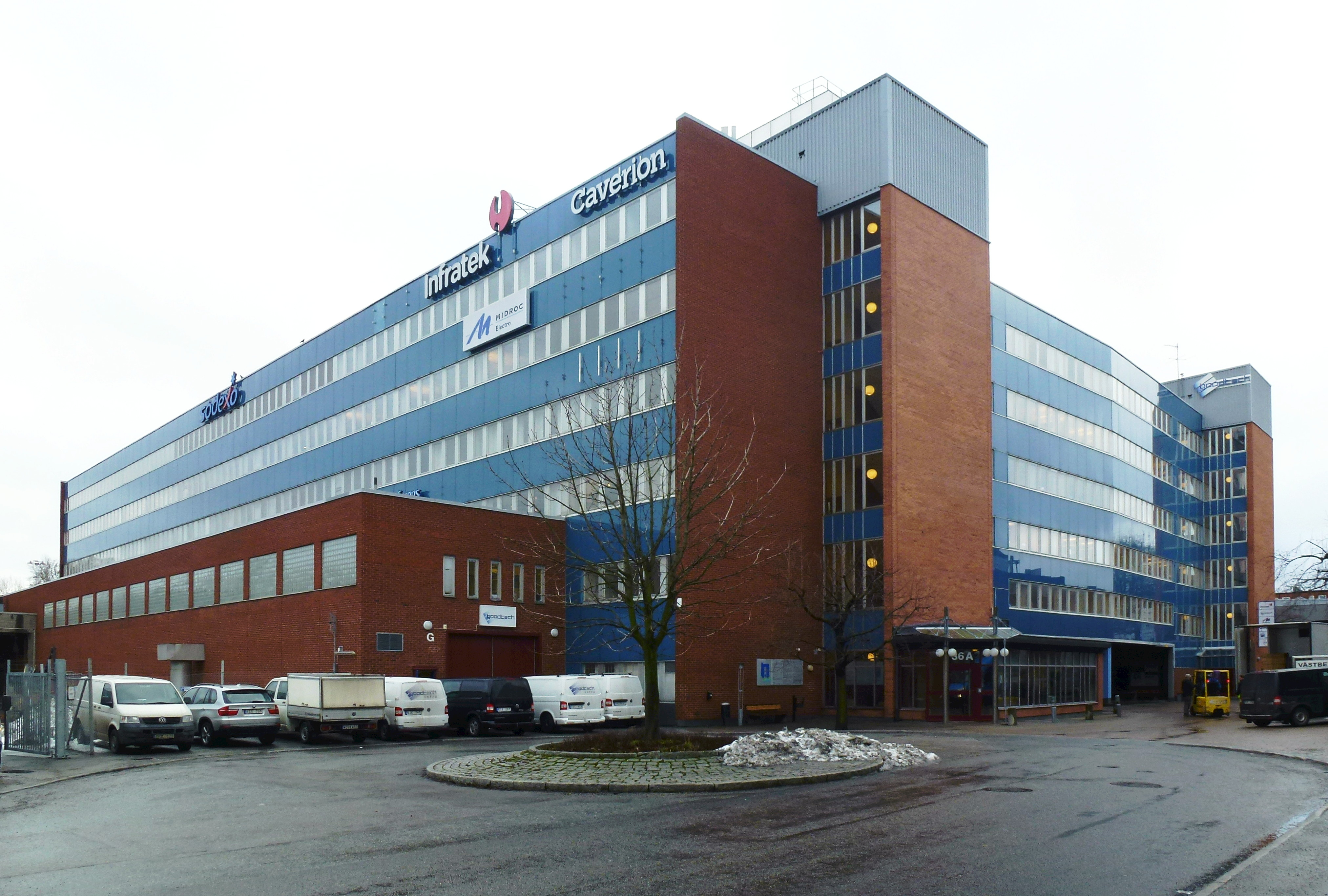
Dagens fastighet "Elektra 12" (Västberga allé 36), januari 2015.

När Olle Engkvist förvärvade sin tomt låg den utanför planlagt område, som dock redan på en karta från 1930-talets början betecknas som Västberga industriområde. År 1943 utarbetades den fortfarande gällande stadsplanen för blivande Västberga industriområde och Olle Engkvists fastighet avsattes för industriändamål.
Därmed kunde han räkna med att snart få industribyggnader som utsikt. Han flyttade från sin villa under 1940-talets första hälft till ett av honom nybyggt flerbostadshus vid Gjörwellsgatan/Lagerlöfsgatan i Fredhäll och senare under 1940-talet till gården Charlottendal i Gröndal. Men han bidrog själv till nya industrihus i det planerade industriområde. På östra delen av sin stora tomt (sedermera Elektra 3) byggde han mellan 1942 och 1943 ett industri- och lagerhus, där han själv stod som arkitekt och byggherre. Och vid Lerkrogsvägen uppförde hans bolag Bygg-Oleba Olle Engkvist AB 1951-1955 anläggningen för Sandvik AB:s hårdmetallfabrik.
År 1955 bildades nuvarande fastigheter Elektra 3, 11 och 12 (på Elektra 12 fanns Engkvists villa). Samtidigt byggdes den gamla fabriksbyggnaden om och till för Armaturfabriken Trio AB, som tillverkade vattenkranar och liknande och var ett helägt dotterbolag till Ifö-verken. Då anordnades även en stor parkeringsplats öster om villan som blev direktörsbostad för Armaturfabriken Trios chef. Ombyggnaden för armaturfabriken sköttes av Bygg-Oleba och ritades av arkitekt Johan Thomé.
År 1967 eller 1968 revs både Villa Engkvist och armaturfabrikens byggnader. Sedan byggdes nuvarande industri- och kontorshus för Handelsbolaget Elektra nr 12 efter ritningar av Karl G.H. Karlsson arkitektkontor.